# レイクホルト
レイクホルト (Reykholt) はアイスランドにある村の名前。アイスランドには同名の村が二つある。

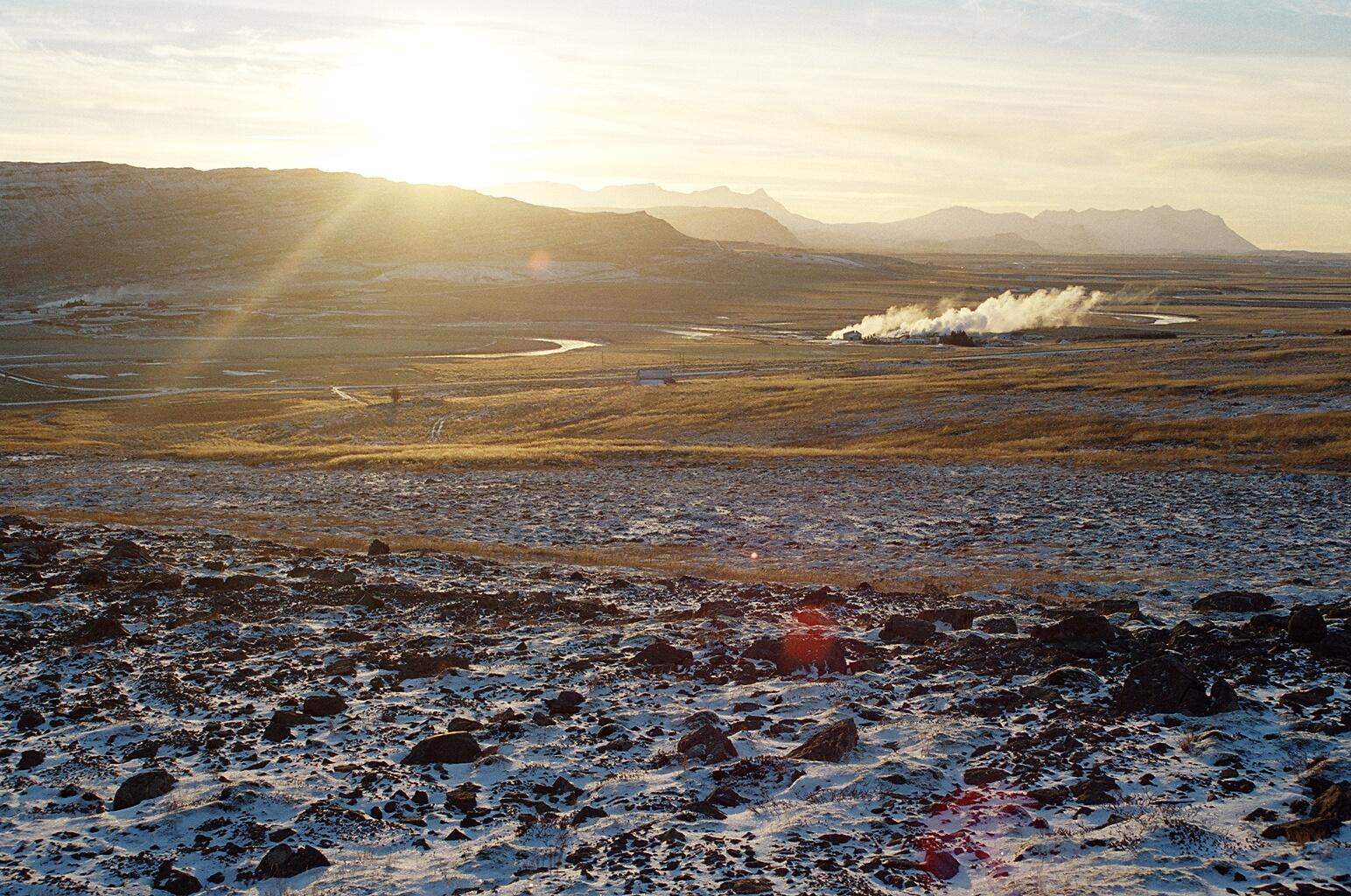
レイクホルト近くの谷 (レイクホルツダールル) の光景

## アイスランド西部 (ボルガルフィヨルズル) のレイクホルト
アイスランド西部のボルガルフィヨルズル (en) にあるレイクホルトは、レイキャダルスアゥ川 (en) のレイクホルツダールル谷にある。
中世には、アイスランドの歴史上の重要人物とされるスノッリ・ストゥルルソンがこのレイクホルトに住んでいた。彼は詩人であり政治家であり学者でもあった。彼による古ノルド語および北欧神話に関する記録は現在においても非常に重要な価値を持っている。彼が生まれたのも、また殺害されたのもこのレイクホルトであった。彼の住居、離れの浴室、住居と浴室を繋ぐトンネルなどの遺跡が保存されており、見学することができる。
スノッリがいた当時、ボルガルフィヨルズルのレイクホルトには知識人が多く住んでおり、アイスランドでもっとも重要な学術拠点の一つであった。しかし今日では人口は約60人に過ぎない。それでも学校と図書館にはスノッリの残した資料が集められている。またノルウェーの彫刻家グスタフ・ヴィゲラント (en) によるスノッリの像がある。このレイクホルトは現在も考古学者の研究対象であり、中世の遺跡の発見が続いている。さらに村の近くでは、日本の研究者がオーロラの観測を行っている。

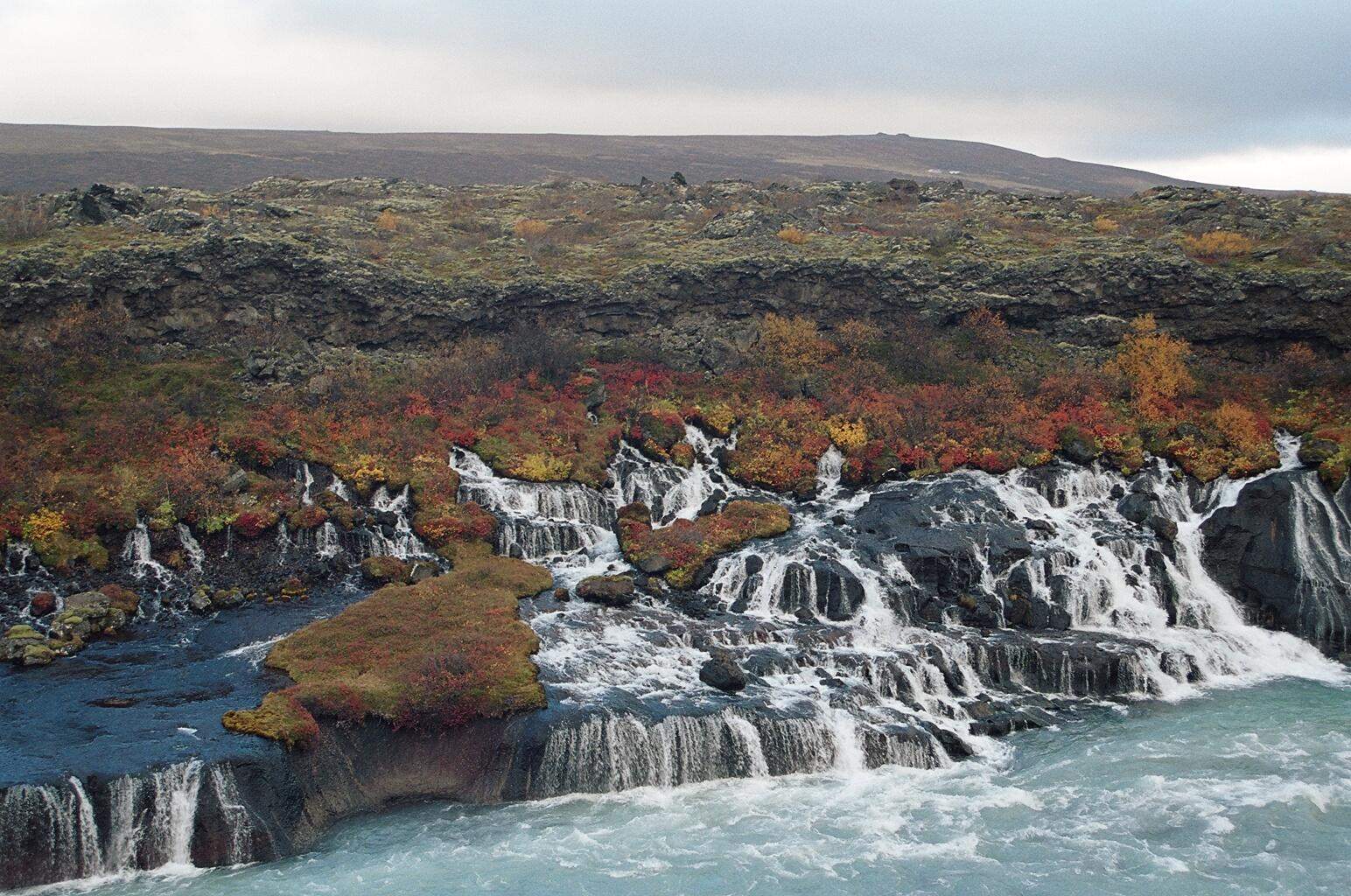
フロインフォッサル

このレイクホルトから約20kmのところにフロインフォッサル (en、溶岩の滝の意) がある。アイスランドでも他に類を見ない景勝地である。フロインフォッサルから約35kmのところにハルムンダルクロイン (Hallmundarhraun) と呼ばれる溶岩原があり、そこにはスルツヘトリル (en) という溶岩洞窟がある。
このレイクホルトからボルガルネース (en) へ向かう道の途中には、湧出量が多いことで有名な温泉「デイルダルトゥングクヴェル」(en) がある。97℃の湯が毎秒150リットルという湧出量はアイスランド最大である。

## アゥルネースシスラのレイクホルト
アイスランド南西部のアゥルネースシスラ県に位置し、温泉や温室が多く、人口は約100人である。スカールホルトから近い。